# Campionato europeo femminile di sitting volley
Il campionato europeo femminile di sitting volley è una competizione di sitting volley per squadre nazionali europee femminili, organizzata con cadenza biennale a partire dalla prima edizione del 1993.
La nazionale attualmente campione d'Europa è l'Italia, che nel 2025 ha vinto il suo secondo titolo continentale consecutivo dopo il successo del torneo del 2023 tenutosi a Caorle, in Italia.

## Medagliere
| Pos. | Nazione     | Oro | Argento | Bronzo | Totale |
| ---- | ----------- | --- | ------- | ------ | ------ |
| 1    | Paesi Bassi | 7   | 2       | 3      | 12     |
| 2    | Russia      | 4   | 1       | 1      | 6      |
| 3    | Ucraina     | 2   | 4       | 3      | 9      |
| 4    | Italia      | 2   | 2       | 0      | 4      |
| 5    | Slovenia    | 1   | 3       | 6      | 10     |
| 6    | Lettonia    | 1   | 1       | 0      | 2      |
| 7    | Finlandia   | 0   | 2       | 2      | 4      |
| 8    | Lituania    | 0   | 2       | 0      | 2      |
| 9    | Estonia     | 0   | 0       | 1      | 1      |
| 9    | Germania    | 0   | 0       | 1      | 1      |